# Бертон Свифтс
Бе́ртон Свифтс (англ. Burton Swifts Football Club) — английский футбольный клуб из Бертон-апон-Трент, Стаффордшир, Англия. Был основан в 1871 году, вступил в Футбольную лигу в 1892 году. В 1901 году прекратил существование, объединившись с «Бертон Уондерерс», после чего был образован клуб «Бертон Юнайтед».

## История
«Бертон Свифтс» был основан в 1871 году. В 1890 году стал одним из клубов-основателей Комбинации. В следующем сезоне клуб вступил в Футбольный альянс. В 1892 году клуб вступил в Футбольную лигу, став одним из клубов-основателей Второго дивизиона.
Команда никогда не финишировала выше шестого места. В сезоне 1900/01 «Бертон Свифтс» занял последнее место, после чего объединился с соседней командой «Бертон Уондерерс», образовав новый клуб «Бертон Юнайтед». Новый клуб занял место «Свифтс» в лиге и играл на стадионе «Свифтс», «Пил Крофт».